# 聯聚瑞和大廈
聯聚瑞和大廈位於臺灣臺中市西屯區七期重劃區，是一棟住宅摩天大樓，由聯聚建設於2017年動工，並於2021年完工，建物高度為 172.1米（565英尺），總樓地板面積為46,585.18 m2（501,438.7 sq ft），為地上43層、地下6層的建築物。於2021年，聯聚瑞和大廈為臺中市最高的住宅大樓，並為台中第4高樓及臺灣第20高樓。